# Reims Aviation

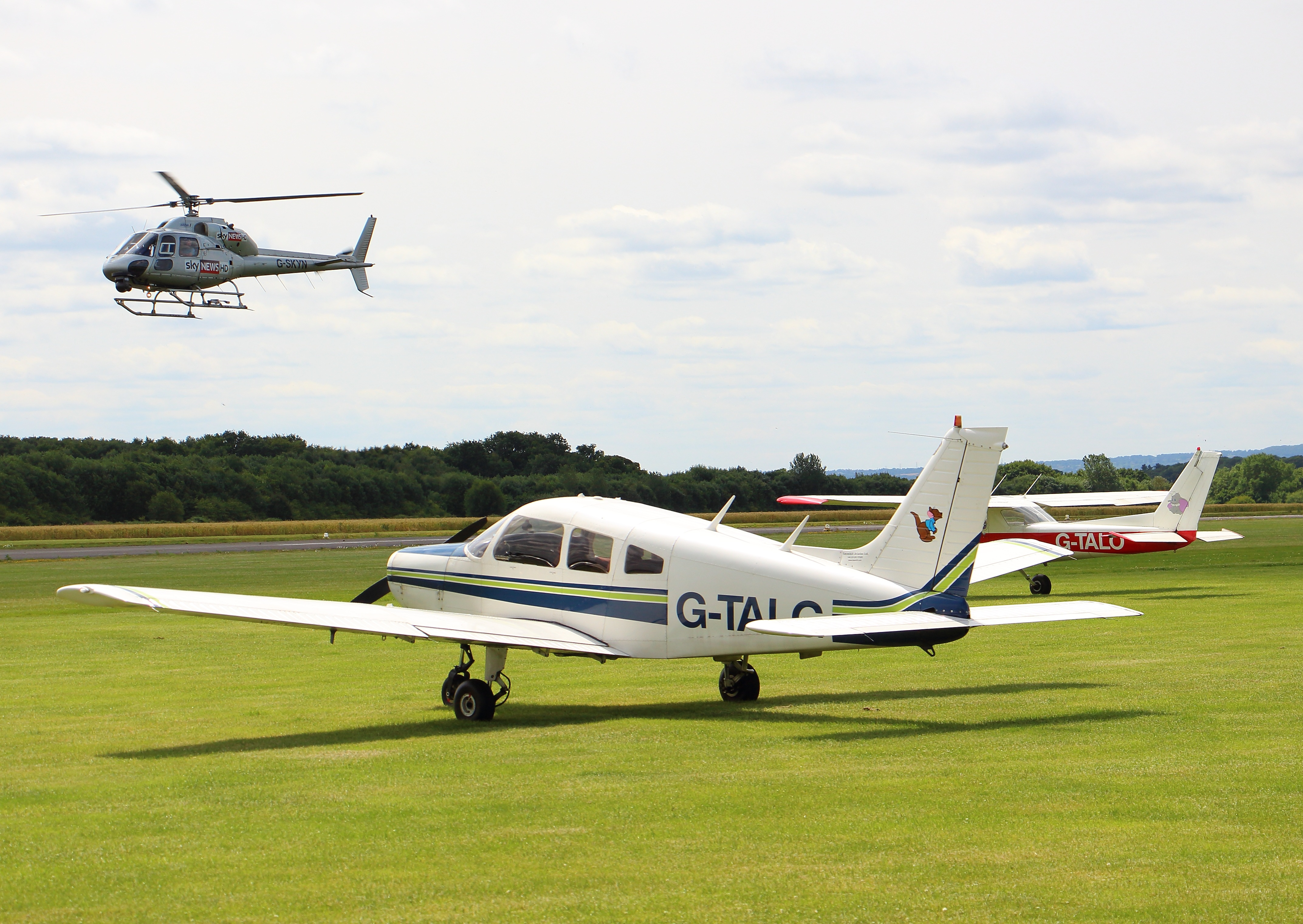
Reims F152

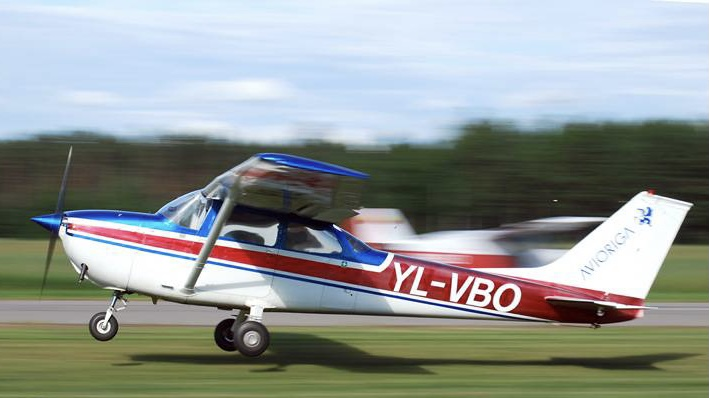
Reims F172K

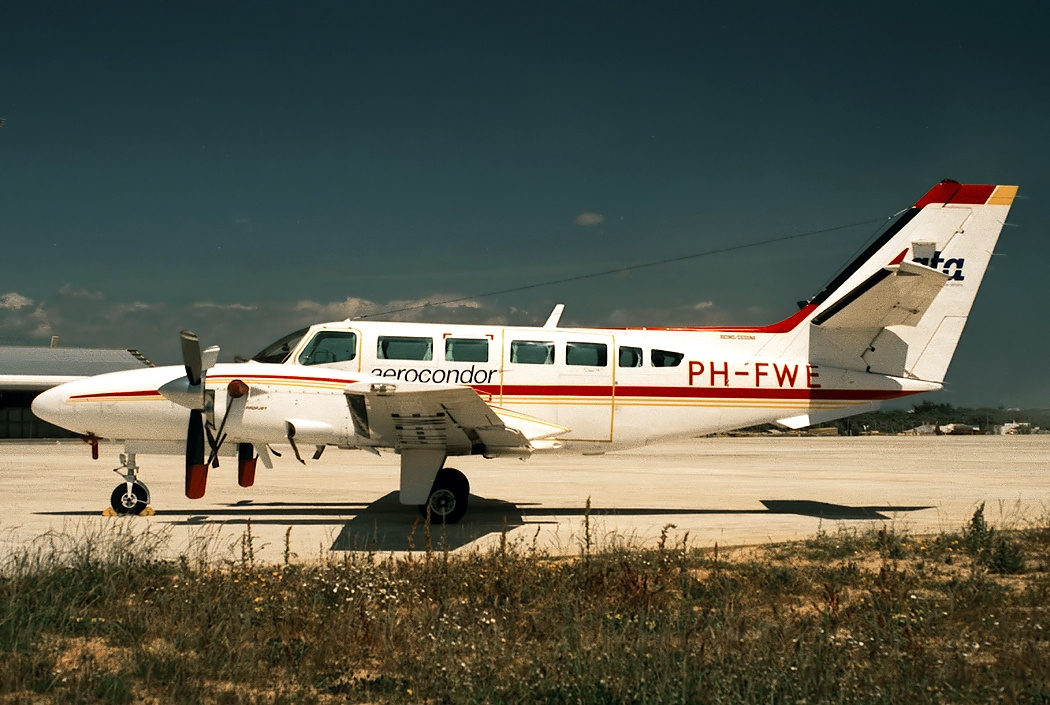
Reims F406

Реймс Авиэйшн (фр. Reims Aviation) — ныне несуществующая французская авиастроительная компания, расположенная в городе Реймс, ещё недавно выпускавшая самолёты Reims-Cessna F406 Caravan II. Reims Aviation была дочерней компанией GECI Aviation.

## История
Макс Хольсте, основатель компании, построил свой первый самолёт в 1931 году, это был лёгкий двухместный самолёт SHB1. В 1946 году он основал авиастроительную компанию в центре города Реймс и назвал её своим именем — Avions Max Holste. В 1950-х компанией были разработаны две новые модели самолётов, в 1950 году Broussard MH.1521, а в 1959 году Super Broussard MH.260. В 1960 году было подписано соглашение о сотрудничестве с авиастроительной компанией Cessna для производства лёгких самолётов для европейского рынка.
Под брендом Reims Aviation компания официально была учреждена в Реймсе в 1962 году, выпуская в это время, в основном, самолёт FR172 Reims Rocket, более мощную версию Cessna 172. В 1989 году Reims Aviation выкупила все свои акции, принадлежащие Cessna и стала частным французским производителем самолётов. К этому времени производство однодвигательных самолётов было остановлено, в производстве остался только F406.
10 сентября 2013 года в компании было введено внешнее управление. 25 марта 2014 года Хозяйственный суд Реймса одобрил передачу практически всех активов компании фирме ASI Innovation, за исключением активов, связанных с производством F406, которые были проданы Continental Motors, Inc.. Во время реализации активов компании Reims Aviation, 17 апреля 2014 года, была ликвидирована и её материнская компания, GECI Aviation. Continental Motors, в свою очередь, сообщила, что планирует продолжить производство F406 в городе Мобил, штат Алабама.

## Самолёты компании
Обратите внимание, что F406 является последней моделью, которую производят после банкротства. Все самолёты были сделаны в сотрудничестве с Cessna.
- Reims F150
- Reims F152
- Reims F172
- Reims FR172 Rocket
- Reims F177
- Reims F182
- Reims F337
- Reims-Cessna F406